# تئودور فریچ

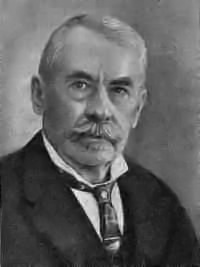
تئودور فریچ حدود سال ۱۹۲۰

تئودور فریچ (زادهٔ ۲۸ اکتبر ۱۸۵۲ – ۸ سپتامبر ۱۹۳۳)، ناشر و روزنامه‌نگار آلمانی بود. او بنیانگذار انجمن ژرمن انوردن و یک یهودی‌ ستیز بود. نوشته های او تأثیر زیادی بر افکار عمومی آلمان علیه یهودیان در اواخر قرن نوزدهم و اوایل قرن بیستم داشت. او با عناوین مختلفی مانند قلمی توماس فری، فریتز ثور و فردیناند رودریش استولتهایم مطالبش را در روزنامه ها منتشر می کرد.